# 1621
Portal Geschichte | Portal Biografien | Aktuelle Ereignisse | Jahreskalender | Tagesartikel

◄ |
16. Jahrhundert |
17. Jahrhundert
| 18. Jahrhundert | ►

◄ |
1590er |
1600er |
1610er |
1620er
| 1630er | 1640er | 1650er | ►

◄◄ |
◄ |
1617 |
1618 |
1619 |
1620 |
1621
| 1622 | 1623 | 1624 | 1625 | ► | ►►
Staatsoberhäupter  · Nekrolog   · Musikjahr
| Januar | Januar | Januar | Januar | Januar | Januar | Januar | Januar |
| Kw     | Mo     | Di     | Mi     | Do     | Fr     | Sa     | So     |
| ------ | ------ | ------ | ------ | ------ | ------ | ------ | ------ |
| 53     |        |        |        |        | 1      | 2      | 3      |
| 1      | 4      | 5      | 6      | 7      | 8      | 9      | 10     |
| 2      | 11     | 12     | 13     | 14     | 15     | 16     | 17     |
| 3      | 18     | 19     | 20     | 21     | 22     | 23     | 24     |
| 4      | 25     | 26     | 27     | 28     | 29     | 30     | 31     |

| Februar | Februar | Februar | Februar | Februar | Februar | Februar | Februar |
| Kw      | Mo      | Di      | Mi      | Do      | Fr      | Sa      | So      |
| ------- | ------- | ------- | ------- | ------- | ------- | ------- | ------- |
| 5       | 1       | 2       | 3       | 4       | 5       | 6       | 7       |
| 6       | 8       | 9       | 10      | 11      | 12      | 13      | 14      |
| 7       | 15      | 16      | 17      | 18      | 19      | 20      | 21      |
| 8       | 22      | 23      | 24      | 25      | 26      | 27      | 28      |

| März | März | März | März | März | März | März | März |
| Kw   | Mo   | Di   | Mi   | Do   | Fr   | Sa   | So   |
| ---- | ---- | ---- | ---- | ---- | ---- | ---- | ---- |
| 9    | 1    | 2    | 3    | 4    | 5    | 6    | 7    |
| 10   | 8    | 9    | 10   | 11   | 12   | 13   | 14   |
| 11   | 15   | 16   | 17   | 18   | 19   | 20   | 21   |
| 12   | 22   | 23   | 24   | 25   | 26   | 27   | 28   |
| 13   | 29   | 30   | 31   |      |      |      |      |

| April | April | April | April | April | April | April | April |
| Kw    | Mo    | Di    | Mi    | Do    | Fr    | Sa    | So    |
| ----- | ----- | ----- | ----- | ----- | ----- | ----- | ----- |
| 13    |       |       |       | 1     | 2     | 3     | 4     |
| 14    | 5     | 6     | 7     | 8     | 9     | 10    | 11    |
| 15    | 12    | 13    | 14    | 15    | 16    | 17    | 18    |
| 16    | 19    | 20    | 21    | 22    | 23    | 24    | 25    |
| 17    | 26    | 27    | 28    | 29    | 30    |       |       |

| Mai | Mai | Mai | Mai | Mai | Mai | Mai | Mai |
| Kw  | Mo  | Di  | Mi  | Do  | Fr  | Sa  | So  |
| --- | --- | --- | --- | --- | --- | --- | --- |
| 17  |     |     |     |     |     | 1   | 2   |
| 18  | 3   | 4   | 5   | 6   | 7   | 8   | 9   |
| 19  | 10  | 11  | 12  | 13  | 14  | 15  | 16  |
| 20  | 17  | 18  | 19  | 20  | 21  | 22  | 23  |
| 21  | 24  | 25  | 26  | 27  | 28  | 29  | 30  |
| 22  | 31  |     |     |     |     |     |     |

| Juni | Juni | Juni | Juni | Juni | Juni | Juni | Juni |
| Kw   | Mo   | Di   | Mi   | Do   | Fr   | Sa   | So   |
| ---- | ---- | ---- | ---- | ---- | ---- | ---- | ---- |
| 22   |      | 1    | 2    | 3    | 4    | 5    | 6    |
| 23   | 7    | 8    | 9    | 10   | 11   | 12   | 13   |
| 24   | 14   | 15   | 16   | 17   | 18   | 19   | 20   |
| 25   | 21   | 22   | 23   | 24   | 25   | 26   | 27   |
| 26   | 28   | 29   | 30   |      |      |      |      |

| Juli | Juli | Juli | Juli | Juli | Juli | Juli | Juli |
| Kw   | Mo   | Di   | Mi   | Do   | Fr   | Sa   | So   |
| ---- | ---- | ---- | ---- | ---- | ---- | ---- | ---- |
| 26   |      |      |      | 1    | 2    | 3    | 4    |
| 27   | 5    | 6    | 7    | 8    | 9    | 10   | 11   |
| 28   | 12   | 13   | 14   | 15   | 16   | 17   | 18   |
| 29   | 19   | 20   | 21   | 22   | 23   | 24   | 25   |
| 30   | 26   | 27   | 28   | 29   | 30   | 31   |      |

| August | August | August | August | August | August | August | August |
| Kw     | Mo     | Di     | Mi     | Do     | Fr     | Sa     | So     |
| ------ | ------ | ------ | ------ | ------ | ------ | ------ | ------ |
| 30     |        |        |        |        |        |        | 1      |
| 31     | 2      | 3      | 4      | 5      | 6      | 7      | 8      |
| 32     | 9      | 10     | 11     | 12     | 13     | 14     | 15     |
| 33     | 16     | 17     | 18     | 19     | 20     | 21     | 22     |
| 34     | 23     | 24     | 25     | 26     | 27     | 28     | 29     |
| 35     | 30     | 31     |        |        |        |        |        |

| September | September | September | September | September | September | September | September |
| Kw        | Mo        | Di        | Mi        | Do        | Fr        | Sa        | So        |
| --------- | --------- | --------- | --------- | --------- | --------- | --------- | --------- |
| 35        |           |           | 1         | 2         | 3         | 4         | 5         |
| 36        | 6         | 7         | 8         | 9         | 10        | 11        | 12        |
| 37        | 13        | 14        | 15        | 16        | 17        | 18        | 19        |
| 38        | 20        | 21        | 22        | 23        | 24        | 25        | 26        |
| 39        | 27        | 28        | 29        | 30        |           |           |           |

| Oktober | Oktober | Oktober | Oktober | Oktober | Oktober | Oktober | Oktober |
| Kw      | Mo      | Di      | Mi      | Do      | Fr      | Sa      | So      |
| ------- | ------- | ------- | ------- | ------- | ------- | ------- | ------- |
| 39      |         |         |         |         | 1       | 2       | 3       |
| 40      | 4       | 5       | 6       | 7       | 8       | 9       | 10      |
| 41      | 11      | 12      | 13      | 14      | 15      | 16      | 17      |
| 42      | 18      | 19      | 20      | 21      | 22      | 23      | 24      |
| 43      | 25      | 26      | 27      | 28      | 29      | 30      | 31      |

| November | November | November | November | November | November | November | November |
| Kw       | Mo       | Di       | Mi       | Do       | Fr       | Sa       | So       |
| -------- | -------- | -------- | -------- | -------- | -------- | -------- | -------- |
| 44       | 1        | 2        | 3        | 4        | 5        | 6        | 7        |
| 45       | 8        | 9        | 10       | 11       | 12       | 13       | 14       |
| 46       | 15       | 16       | 17       | 18       | 19       | 20       | 21       |
| 47       | 22       | 23       | 24       | 25       | 26       | 27       | 28       |
| 48       | 29       | 30       |          |          |          |          |          |

| Dezember | Dezember | Dezember | Dezember | Dezember | Dezember | Dezember | Dezember |
| Kw       | Mo       | Di       | Mi       | Do       | Fr       | Sa       | So       |
| -------- | -------- | -------- | -------- | -------- | -------- | -------- | -------- |
| 48       |          |          | 1        | 2        | 3        | 4        | 5        |
| 49       | 6        | 7        | 8        | 9        | 10       | 11       | 12       |
| 50       | 13       | 14       | 15       | 16       | 17       | 18       | 19       |
| 51       | 20       | 21       | 22       | 23       | 24       | 25       | 26       |
| 52       | 27       | 28       | 29       | 30       | 31       |          |          |

| Januar | Januar | Januar | Januar | Januar | Januar | Januar | Januar |
| Kw     | Mo     | Di     | Mi     | Do     | Fr     | Sa     | So     |
| ------ | ------ | ------ | ------ | ------ | ------ | ------ | ------ |
| 53     |        |        |        |        | 1      | 2      | 3      |
| 1      | 4      | 5      | 6      | 7      | 8      | 9      | 10     |
| 2      | 11     | 12     | 13     | 14     | 15     | 16     | 17     |
| 3      | 18     | 19     | 20     | 21     | 22     | 23     | 24     |
| 4      | 25     | 26     | 27     | 28     | 29     | 30     | 31     |

| Februar | Februar | Februar | Februar | Februar | Februar | Februar | Februar |
| Kw      | Mo      | Di      | Mi      | Do      | Fr      | Sa      | So      |
| ------- | ------- | ------- | ------- | ------- | ------- | ------- | ------- |
| 5       | 1       | 2       | 3       | 4       | 5       | 6       | 7       |
| 6       | 8       | 9       | 10      | 11      | 12      | 13      | 14      |
| 7       | 15      | 16      | 17      | 18      | 19      | 20      | 21      |
| 8       | 22      | 23      | 24      | 25      | 26      | 27      | 28      |

| März | März | März | März | März | März | März | März |
| Kw   | Mo   | Di   | Mi   | Do   | Fr   | Sa   | So   |
| ---- | ---- | ---- | ---- | ---- | ---- | ---- | ---- |
| 9    | 1    | 2    | 3    | 4    | 5    | 6    | 7    |
| 10   | 8    | 9    | 10   | 11   | 12   | 13   | 14   |
| 11   | 15   | 16   | 17   | 18   | 19   | 20   | 21   |
| 12   | 22   | 23   | 24   | 25   | 26   | 27   | 28   |
| 13   | 29   | 30   | 31   |      |      |      |      |

| April | April | April | April | April | April | April | April |
| Kw    | Mo    | Di    | Mi    | Do    | Fr    | Sa    | So    |
| ----- | ----- | ----- | ----- | ----- | ----- | ----- | ----- |
| 13    |       |       |       | 1     | 2     | 3     | 4     |
| 14    | 5     | 6     | 7     | 8     | 9     | 10    | 11    |
| 15    | 12    | 13    | 14    | 15    | 16    | 17    | 18    |
| 16    | 19    | 20    | 21    | 22    | 23    | 24    | 25    |
| 17    | 26    | 27    | 28    | 29    | 30    |       |       |

| Mai | Mai | Mai | Mai | Mai | Mai | Mai | Mai |
| Kw  | Mo  | Di  | Mi  | Do  | Fr  | Sa  | So  |
| --- | --- | --- | --- | --- | --- | --- | --- |
| 17  |     |     |     |     |     | 1   | 2   |
| 18  | 3   | 4   | 5   | 6   | 7   | 8   | 9   |
| 19  | 10  | 11  | 12  | 13  | 14  | 15  | 16  |
| 20  | 17  | 18  | 19  | 20  | 21  | 22  | 23  |
| 21  | 24  | 25  | 26  | 27  | 28  | 29  | 30  |
| 22  | 31  |     |     |     |     |     |     |

| Juni | Juni | Juni | Juni | Juni | Juni | Juni | Juni |
| Kw   | Mo   | Di   | Mi   | Do   | Fr   | Sa   | So   |
| ---- | ---- | ---- | ---- | ---- | ---- | ---- | ---- |
| 22   |      | 1    | 2    | 3    | 4    | 5    | 6    |
| 23   | 7    | 8    | 9    | 10   | 11   | 12   | 13   |
| 24   | 14   | 15   | 16   | 17   | 18   | 19   | 20   |
| 25   | 21   | 22   | 23   | 24   | 25   | 26   | 27   |
| 26   | 28   | 29   | 30   |      |      |      |      |

| Juli | Juli | Juli | Juli | Juli | Juli | Juli | Juli |
| Kw   | Mo   | Di   | Mi   | Do   | Fr   | Sa   | So   |
| ---- | ---- | ---- | ---- | ---- | ---- | ---- | ---- |
| 26   |      |      |      | 1    | 2    | 3    | 4    |
| 27   | 5    | 6    | 7    | 8    | 9    | 10   | 11   |
| 28   | 12   | 13   | 14   | 15   | 16   | 17   | 18   |
| 29   | 19   | 20   | 21   | 22   | 23   | 24   | 25   |
| 30   | 26   | 27   | 28   | 29   | 30   | 31   |      |

| August | August | August | August | August | August | August | August |
| Kw     | Mo     | Di     | Mi     | Do     | Fr     | Sa     | So     |
| ------ | ------ | ------ | ------ | ------ | ------ | ------ | ------ |
| 30     |        |        |        |        |        |        | 1      |
| 31     | 2      | 3      | 4      | 5      | 6      | 7      | 8      |
| 32     | 9      | 10     | 11     | 12     | 13     | 14     | 15     |
| 33     | 16     | 17     | 18     | 19     | 20     | 21     | 22     |
| 34     | 23     | 24     | 25     | 26     | 27     | 28     | 29     |
| 35     | 30     | 31     |        |        |        |        |        |

| September | September | September | September | September | September | September | September |
| Kw        | Mo        | Di        | Mi        | Do        | Fr        | Sa        | So        |
| --------- | --------- | --------- | --------- | --------- | --------- | --------- | --------- |
| 35        |           |           | 1         | 2         | 3         | 4         | 5         |
| 36        | 6         | 7         | 8         | 9         | 10        | 11        | 12        |
| 37        | 13        | 14        | 15        | 16        | 17        | 18        | 19        |
| 38        | 20        | 21        | 22        | 23        | 24        | 25        | 26        |
| 39        | 27        | 28        | 29        | 30        |           |           |           |

| Oktober | Oktober | Oktober | Oktober | Oktober | Oktober | Oktober | Oktober |
| Kw      | Mo      | Di      | Mi      | Do      | Fr      | Sa      | So      |
| ------- | ------- | ------- | ------- | ------- | ------- | ------- | ------- |
| 39      |         |         |         |         | 1       | 2       | 3       |
| 40      | 4       | 5       | 6       | 7       | 8       | 9       | 10      |
| 41      | 11      | 12      | 13      | 14      | 15      | 16      | 17      |
| 42      | 18      | 19      | 20      | 21      | 22      | 23      | 24      |
| 43      | 25      | 26      | 27      | 28      | 29      | 30      | 31      |

| November | November | November | November | November | November | November | November |
| Kw       | Mo       | Di       | Mi       | Do       | Fr       | Sa       | So       |
| -------- | -------- | -------- | -------- | -------- | -------- | -------- | -------- |
| 44       | 1        | 2        | 3        | 4        | 5        | 6        | 7        |
| 45       | 8        | 9        | 10       | 11       | 12       | 13       | 14       |
| 46       | 15       | 16       | 17       | 18       | 19       | 20       | 21       |
| 47       | 22       | 23       | 24       | 25       | 26       | 27       | 28       |
| 48       | 29       | 30       |          |          |          |          |          |

| Dezember | Dezember | Dezember | Dezember | Dezember | Dezember | Dezember | Dezember |
| Kw       | Mo       | Di       | Mi       | Do       | Fr       | Sa       | So       |
| -------- | -------- | -------- | -------- | -------- | -------- | -------- | -------- |
| 48       |          |          | 1        | 2        | 3        | 4        | 5        |
| 49       | 6        | 7        | 8        | 9        | 10       | 11       | 12       |
| 50       | 13       | 14       | 15       | 16       | 17       | 18       | 19       |
| 51       | 20       | 21       | 22       | 23       | 24       | 25       | 26       |
| 52       | 27       | 28       | 29       | 30       | 31       |          |          |

## Ereignisse

### Politik und Weltgeschehen

#### Dreißigjähriger Krieg
- 22. Januar: Kaiser Ferdinand II. verhängt über Kurfürst Friedrich V. von der Pfalz, den sogenannten „Winterkönig“, wegen Landfriedensbruchs, Bruchs von Reichsgesetzen, Unterstützung rebellischer Untertanen und Majestätsverbrechen die Reichsacht.
- 7. Mai: Kaiserliche Truppen unter Karl von Bucquoy nehmen die von Einheiten des Siebenbürger Fürsten Gábor Bethlen gehaltene Stadt Pressburg ein.
- 14. Mai: Nachdem die protestantische Seite sich in mehreren Angelegenheiten uneinig gezeigt hat erfolgt die formale Auflösung der 1608 gegründeten Protestantischen Union.
- 21. Juni: Als Sanktion für den Ständeaufstand in Böhmen werden Christoph Harant von Polschitz und Weseritz, Joachim Andreas von Schlick und Jan Jessenius gemeinsam mit 24 weiteren Mitgliedern des Herren-, Ritter- und Bürgerstandes auf dem Altstädter Ring in Prag hingerichtet.
- 16. Juli: Johann t’Serclaes von Tilly wehrt bei Waidhaus in der Oberpfalz einen Angriff Peter Ernst II. von Mansfelds, des Heerführers Friedrichs von der Pfalz, ab.
- 5. Oktober: In der Schlacht bei Tyrnau unterliegen habsburgische kaiserliche Truppen unter Rudolf von Tiefenbach dem Heer von Gábor Bethlen.
- 2. Dezember: Christian von Halberstadt erobert Amöneburg bei Mainz.
- 20. Dezember: Christian von Halberstadt unterliegt in der Schlacht bei Kirdorf den Truppen der katholischen Liga unter Christian von Braunschweig-Wolfenbüttel.
- 31. Dezember: Kaiser Ferdinand II. diktiert den Frieden von Nikolsburg und zwingt Bethlen Gábor, Fürst von Siebenbürgen, zum Verzicht auf die ungarische Königskrone.

#### Frankreich

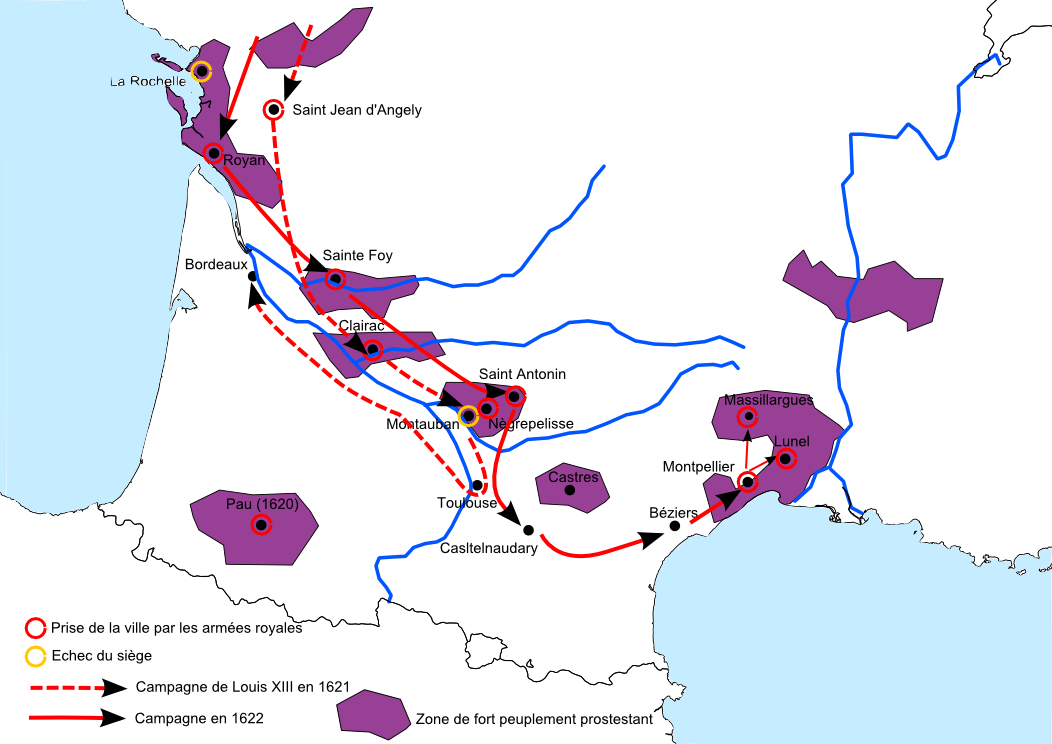
Feldzüge von Ludwig XIII. im Midi (1621–1622)

- 30. Mai bis 24. Juni: Belagerung von Saint-Jean-d’Angély: Französische Truppen unter dem Oberbefehl von König Ludwig XIII. belagern und erobern die Stadt Saint-Jean-d’Angély, ein wichtiger strategischer Punkt, von dem aus das Hinterland der wichtigen hugenottischen Festung La Rochelle kontrolliert werden kann. Eine Belagerung von La Rochelle kommt aber zu diesem Zeitpunkt nicht in Frage, da es dazu einer Kriegsflotte bedarf, die Ludwig zu diesem Zeitpunkt nicht zur Verfügung steht. Stattdessen wendet er sich mit dem Gros seiner Truppen nach Süden, unterwirft Guyenne, belagert und erobert Clairac (23. Juli bis 4. August) und zieht von dort gegen Montauban. Die Stadt wird von Jacques Nompar de Caumont, duc de La Force kommandiert, dem seine beiden Söhne, die Maréchaux de camp Henri und Jean zur Seite stehen. Die Verteidigungskräfte bestehen aus Söldnern, die vorher im Erbfolgekrieg der Markgrafschaft Montferrat in Savoyen und im Achtzigjährigen Krieg in den Niederlanden gekämpft haben.

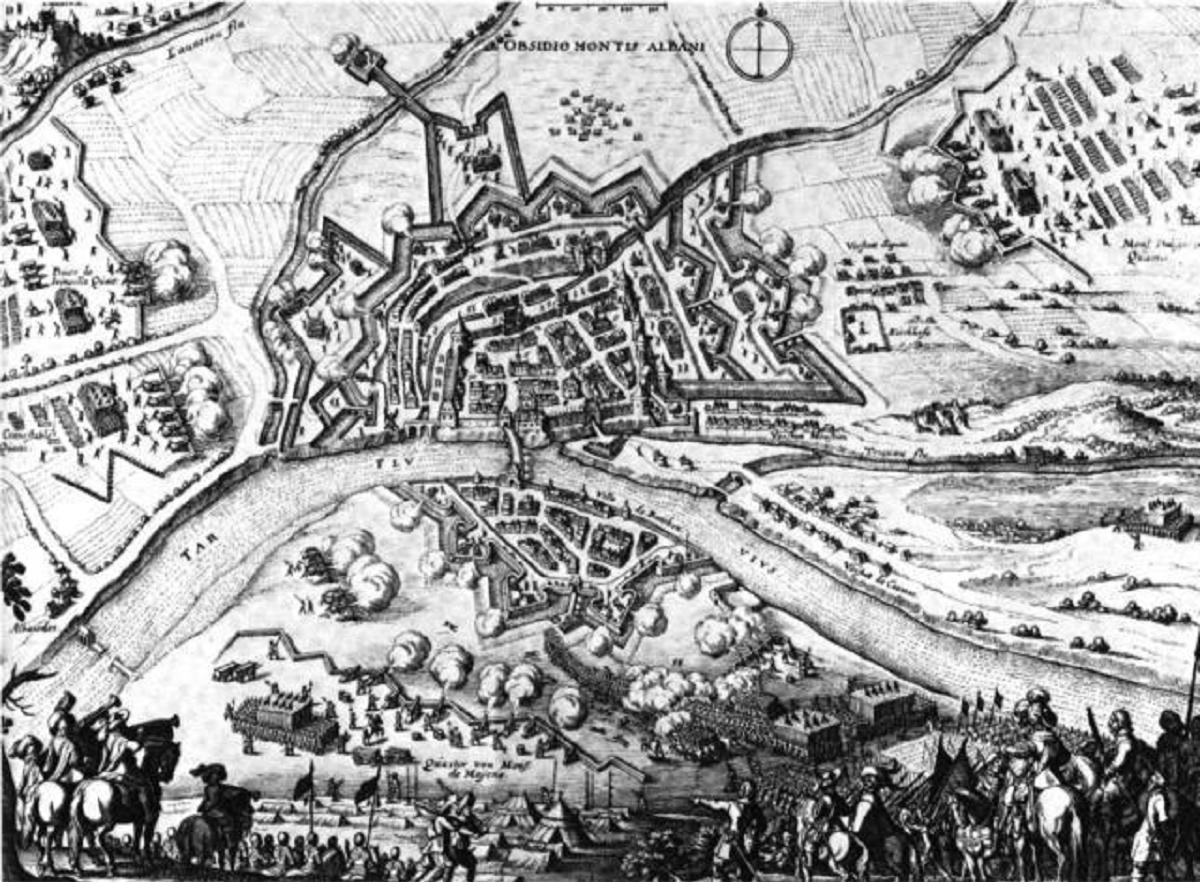
Matthäus Merian: Kupferstich der Belagerung von Montauban

- 22. August bis 9. November: Die Belagerung von Montauban, einer Hochburg der Hugenotten in Frankreich, durch Truppen unter dem Oberbefehl von König Ludwig XIII., endet mit dem erfolglosen Abzug der Belagerer.
- Auf dem Marsch nach Bordeaux wird die Armee von François de Bassompierre kommandiert. Am 11. November nimmt sie das stark befestigte hugenottische Dorf Monheurt ein, das auf Befehl des Königs niedergebrannt und die Befestigungen geschleift werden.

#### Spanien / Niederlande
- 31. März: Philipp III. von Spanien, als Philipp II. auch König von Portugal, stirbt 42-jährig, sein Sohn Philipp IV. folgt ihm nach.
- 9. April: Der Achtzigjährige Krieg zwischen Spanien und den Niederlanden wird nach zwölfjährigem Waffenstillstand erneut aufgenommen.

#### Ostseeraum
- 25. September: Gustav Adolf von Schweden, der nach der Einigung mit Moskau im Frieden von Stolbowo erneut gegen Polen den Kampf um Livland aufgenommen hatte, erzwingt nach mehrwöchiger Belagerung die Kapitulation Rigas und sichert in den folgenden Auseinandersetzungen Schweden den Besitz Livlands nördlich der Düna.

#### Osmanisch-Polnischer Krieg
- 9. Oktober: Der Osmanisch-Polnische Krieg 1620–1621 endet mit einem Friedensvertrag, mit dem der status quo ante bellum wiederhergestellt wird.

#### Amerikanische Kolonien
- 15. April: Die Mayflower setzt die Segel zur Rückfahrt von der neu gegründeten Kolonie Plymouth nach England.
- 3. Juni: Die Niederländische Westindien-Kompanie erhält in ihrem Land das exklusive Handelspatent für Amerika.

#### Asien
- Upayuvaraja I. stößt seinen Vater Voravongse II. vom Thron und regiert das laotische Königreich von Lan Xang.
- 13. September: Kosaken errichten Melezk, der Ort gilt als die drittälteste russische Siedlung im Süden Sibiriens.

### Wirtschaft
- 16. August: In Nürnberg nimmt eine zuvor errichtete Girobank ihre Geschäftstätigkeit auf.
- Das Augustiner Bräu Kloster Mülln wird gegründet.

### Wissenschaft und Technik
- 5. Februar: Die Akademie von Straßburg erhält durch ein kaiserliches Privileg den Rang einer Universität.
- 17. Juli: Die Universität Rinteln wird eingeweiht und ihre Statuten werden ausgefertigt.
- Das Polarlicht wird zum ersten Mal systematisch beobachtet.
- Die Nicolaus Gerckensche Familienstiftung zu Salzwedel nimmt ihre Tätigkeit auf.

### Kultur

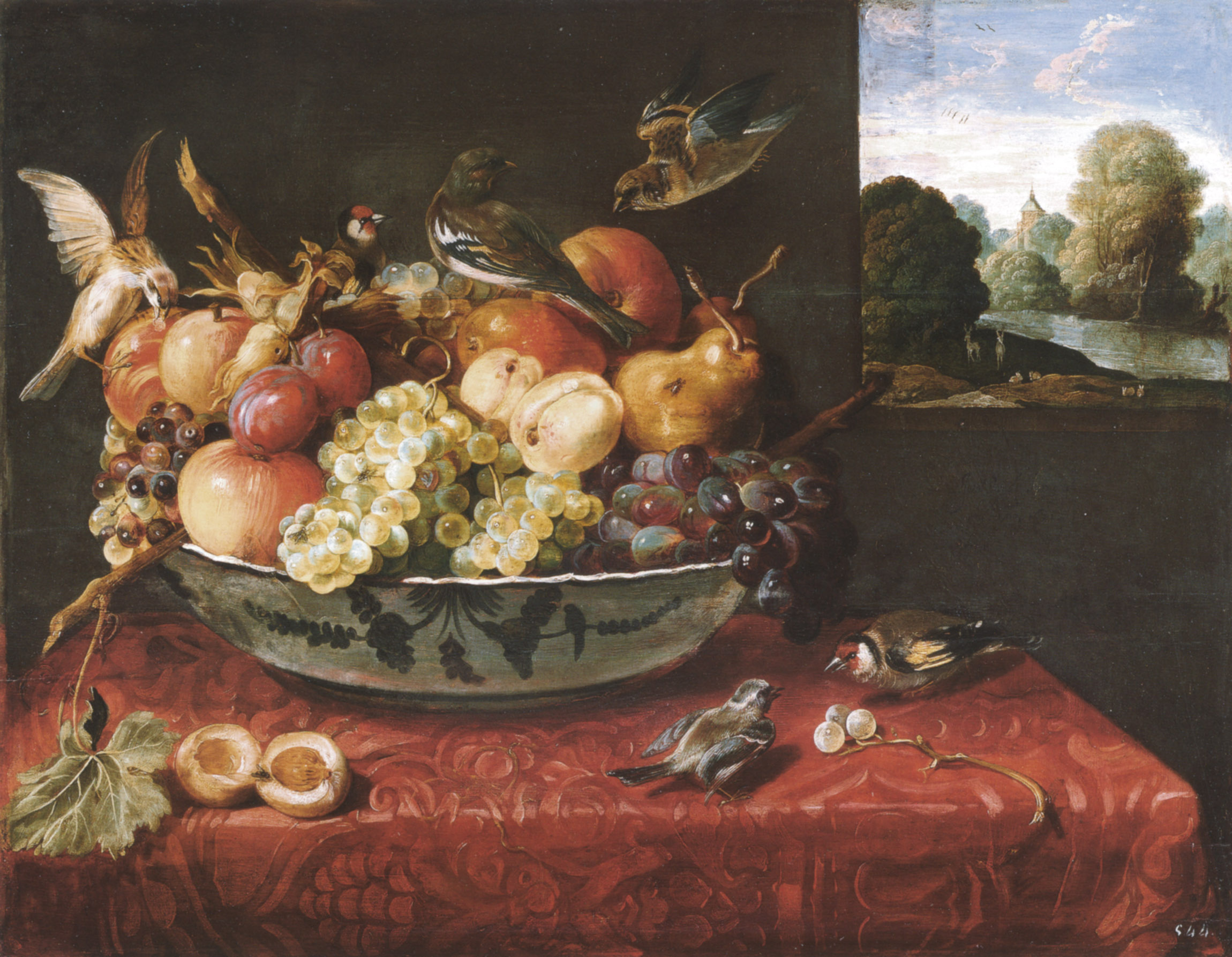
Stillleben 1621

- Juan van der Hamen y León malt das erste von zwei Stillleben mit Obstschale, Vögeln und Fensterausblick.
- Friedrich Spee veröffentlicht die Lieder Unüberwindlich starker Held, Sankt Michael und O Christ hie merk.

### Religion
- 9. Februar: Alessandro Ludovisi wird zum Papst gewählt und gibt sich den Namen Gregor XV. Er ist das letzte im Konklave durch Akklamation gewählte Kirchenoberhaupt. Diese Wahlmethode schafft er während seines Pontifikats ab.

## Geboren

### Erstes Halbjahr
- 02. Januar: Kaspar Unternährer, Schweizer Bauernführer im Bauernkrieg von 1653 († 1653)
- 06. Januar: Moritz von der Pfalz, Truppenkommandeur in englischen und schwedischen Diensten († 1652)
- 15. Januar: Antoine Le Pautre, französischer Architekt († 1691)
- 17. Januar: Ernst Friedrich Schröter, deutscher Rechtswissenschaftler († 1676)
- 30. Januar: Georg II. Rákóczi, Fürst von Siebenbürgen († 1660)
- 02. März: Ludwig Günther II., Graf von Schwarzburg-Sondershausen zu Ebeleben († 1681)
- 16. März: Georg Neumark, deutscher Komponist von Kirchenliedern († 1681)

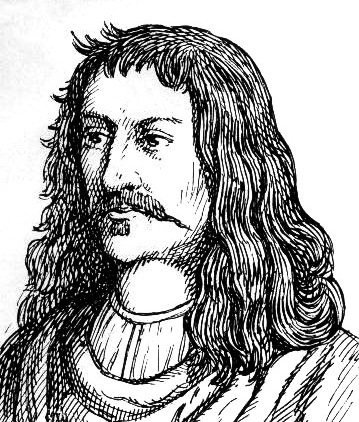
Hans Jakob Christoffel von Grimmelshausen

- 17. März (vermutlich): Hans Jakob Christoffel von Grimmelshausen, deutscher Dichter († 1676)
- 24. März: Johann von Anhalt-Zerbst, anhaltischer Regent († 1667)
- 25. März: Matthäus Merian der Jüngere, Maler, Kupferstecher und Verleger († 1687)
- 31. März: Andrew Marvell, englischer Dichter († 1678)
- 01. April: Tegh Bahadur, neunter Guru des Sikhismus († 1675)
- 10. April: Daniel Lüdemann, deutscher lutherischer Theologe († 1677)
- 23. April: Georg Arnold, österreichischer Komponist und Organist († 1676)
- 23. April: William Penn, englischer Admiral († 1670)
- 25. April: Roger Boyle, Baron of Broghill, Baron Castlemartyr, Lord President of Munster; englischer Staatsmann († 1679)
- 25. Mai: David Beck, niederländischer Maler († 1656)
- 02. Juni: Rutger von Ascheberg, deutsch-baltischer Feldmarschall († 1693)
- 06. Juni: Petar Zrinski, Ban von Kroatien († 1671)

### Zweites Halbjahr
- 08. Juli: Jean de La Fontaine, französischer Schriftsteller und Dichter vieler bekannter Fabeln († 1695)
- 08. Juli: Leonora Christina Ulfeldt, Tochter des dänischen Königs Christian IV., Gräfin von Schleswig-Holstein, politische Gefangene und Schriftstellerin († 1698)
- 24. Juli: Jan Andrzej Morsztyn, polnischer Adliger, Politiker und Dichter († 1693)
- 13. August: Israël Silvestre, französischer Maler und Kupferstecher († 1691)
- 19. August: Gerbrand van den Eeckhout, niederländischer Maler († 1674)
- 08. September: Ludwig II. von Bourbon, Prinz von Condé, französischer Feldherr († 1686)
- 09. September: Heinrich X. Reuß zu Lobenstein, deutscher Adliger und Rektor der Universität Leipzig († 1671)
- 15. September: Caspar Ziegler, deutscher Jurist, Dichter und Komponist († 1690)
- 08. Oktober: Maximilian Heinrich von Bayern, Erzbischof von Köln († 1688)
- 3./4. Dezember: Bohuslav Ludvík Balbín, tschechischer Jesuit, Literat, Historiker, Erdkundler, Patriot und Verfechter der tschechischen Sprache, aktiver Teilnehmer an der Rekatholisierung († 1688)
- 10. Dezember: Christian Albrecht von Dohna, kurbrandenburgischer General († 1677)
- 11. Dezember: Philipp Matthäus, deutscher Mediziner († 1700)
- 12. Dezember: Jacques Courtois, italienischer Schlachten- und Historienmaler († 1675)
- 12. Dezember: Ferdinand Ludwig von Kolowrat-Liebsteinsky, General und Großprior des Malteserordens († 1701)
- 12. Dezember: Justinian von Welz, österreichischer lutherischer Theologe und Missionar († um 1668)
- 14. Dezember: Johann Schulte, deutscher Jurist und Bürgermeister von Hamburg († 1697)

### Genaues Geburtsdatum unbekannt
- Wacław Potocki, polnischer Schriftsteller († 1696)
- Jan Baptist Weenix, niederländischer Maler († um 1660)

## Gestorben

### Januar bis Mai
- 28. Januar: Camillo Borghese, unter dem Namen Paul V. Papst (* 1552)
- 02. Februar: Sebastiano Folli, italienischer Maler (* 1568/69)
- 10. Februar: Pietro Aldobrandini, Kardinal der Römischen Kirche und Erzbischof von Ravenna (* 1571)
- 15. Februar: Michael Praetorius, deutscher Komponist, Organist, Hofkapellmeister und Gelehrter (* 1571)
- 16. Februar: Juan Bautista Monegro, spanischer Architekt und Bildhauer (* 1545)
- 28. Februar: Cosimo II. de’ Medici, Großherzog von Toskana (* 1590)
- 03. März: Rudolf Goclenius, deutscher Arzt, Physiker, Mathematiker, Astronom und Astrologe (* 1572)
- 07. März: Ottilia von Fürstenberg, Priorin des Klosters Oelinghausen und Äbtissin des Stifts Heerse (* 1549)
- 27. März: Benedetto Giustiniani, italienischer Kardinal der Römischen Kirche (* 1554)
- 31. März: Philipp III., König von Spanien und (als Philipp II.) von Portugal, beider Sizilien und Sardinien (* 1578)
- 02. April: Cristofano Allori, Florentiner Maler (* 1577)
- 06. April: Maria Christina von Österreich, Fürstin von Siebenbürgen (* 1574)
- 11. April: Matthias von Oppen, deutscher Ökonom und Kirchenpolitiker (* um 1565)
- 21. April: Heinrich Abermann, deutscher Historiker (* 1583)
- 21. April: Thomas Sagittarius, deutscher Philologe, philosophischer Logiker und Pädagoge (* 1577)
- vor 3. Mai: Claud Hamilton, 1. Lord Paisley, schottischer Adeliger (* 1546)
- 11. Mai: Johann Arndt, deutscher nachreformatorischer Theologe (* 1555)
- 15. Mai: Hendrick de Keyser, niederländischer Architekt und Bildhauer (* 1565)
- 23. Mai: Bartholomäus Agricola, deutscher Minorit und Komponist (* um 1560)

### Juni
- 07. Juni: Martin Fruwein, böhmischer Jurist und Teilnehmer des böhmischen Ständeaufstands

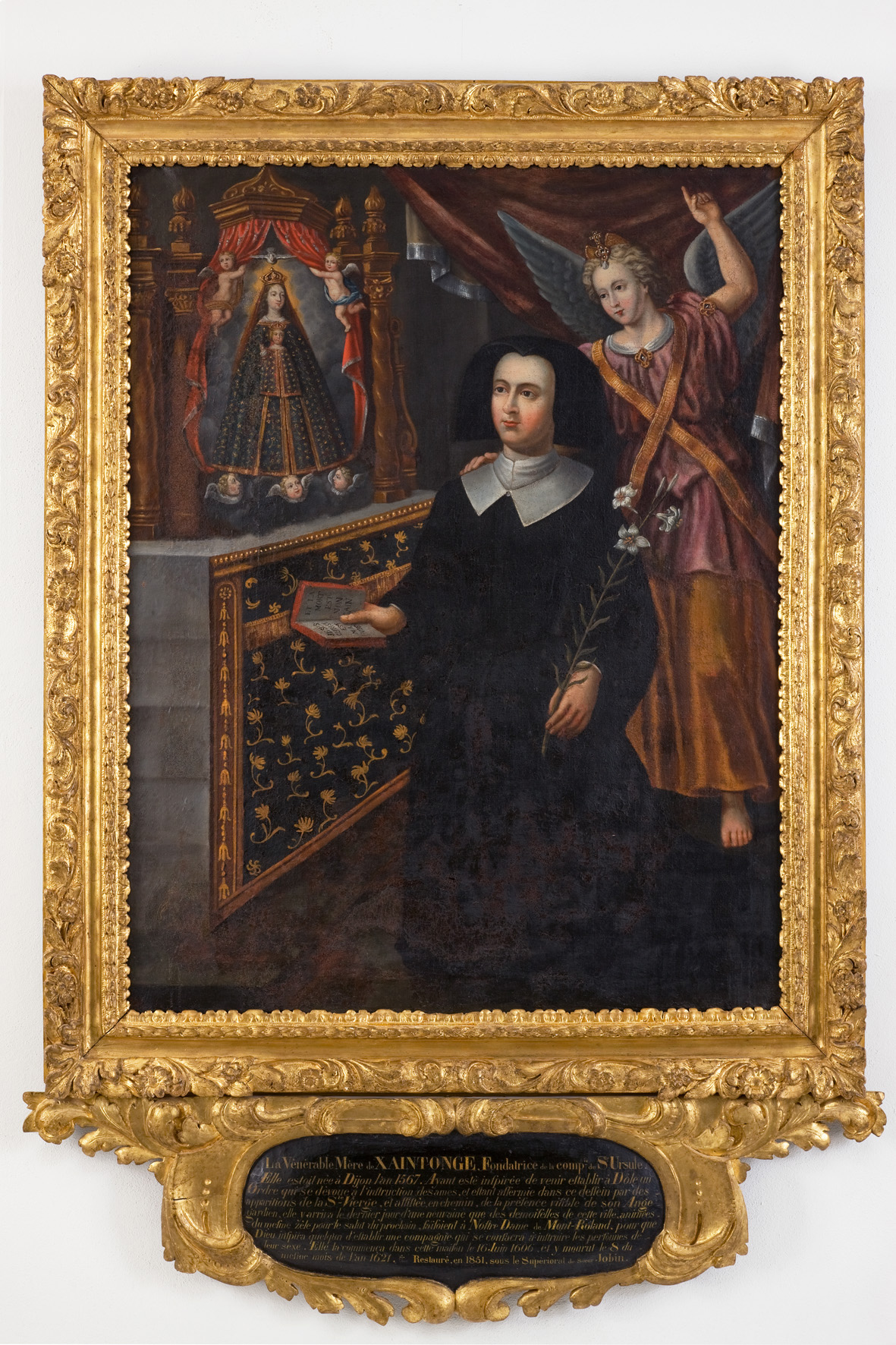
Anne de Xainctonge

- 08. Juni: Anne de Xainctonge, Gründerin einer Ordensgemeinschaft in der römisch-katholischen Kirche (* 1567)
- 21. Juni: Friedrich von Bila, kaiserlicher Rat in Böhmen, Teilnehmer am Ständeaufstand
- 21. Juni: Václav Budovec z Budova, böhmischer Adeliger, Reformator, Diplomat und Schriftsteller, führender Vertreter des Ständeaufstands (* 1551)
- 21. Juni: Kaspar Cappleri de Sulewicz, tschechischer Adeliger (* 1535)
- 21. Juni: Diwisch Czernin von Chudenitz, böhmischer Adeliger und Teilnehmer am Ständeaufstand (* um 1565)
- 21. Juni: Christoph Harant von Polschitz und Weseritz, böhmischer Adeliger, kaiserlicher Kämmerer, Komponist, Schriftsteller, Orientreisender und Humanist, Teilnehmer am Ständeaufstand (* 1564)
- 21. Juni: Jan Jessenius, deutscher Mediziner, Politiker und Philosoph slowakischer Abstammung, Teilnehmer des böhmischen Ständeaufstands (* 1566)
- 21. Juni: Joachim Andreas von Schlick, böhmischer Adeliger, Führer der protestantischen Stände in Böhmen (* 1569)
- 21. Juni: Louis III. de Lorraine-Guise, Erzbischof von Reims und Kardinal (* 1575)
- 26. Juni: Christence Kruckow, dänische Adlige, Opfer der Hexenverfolgung (* um 1560)

### Juli bis Dezember
- 04. Juli: Simon Rudnicki, Fürstbischof von Ermland (* 1552)
- 10. Juli: Charles Bonaventure de Longueval, kaiserlicher Feldherr im Dreißigjährigen Krieg (* 1571)
- 15. Juli: Albrecht VII. von Habsburg, Erzherzog von Österreich und Regent der Spanischen Niederlande (* 1559)
- 03. August: Anna Caterina Gonzaga, Prinzessin von Mantua und Montferrat, Fürstin von Tirol (* 1566)
- 15. August: John Barclay, schottischer Dichter und Satiriker (* 1582)
- 20. August: Rudolf, Fürst von Anhalt-Zerbst (* 1576)
- 17. September: Robert Bellarmin, italienischer Gelehrter, katholischer Theologe und Jesuit (* 1542)
- 24. September: Jan Karol Chodkiewicz, polnisch-litauischer Heerführer (* 1560)

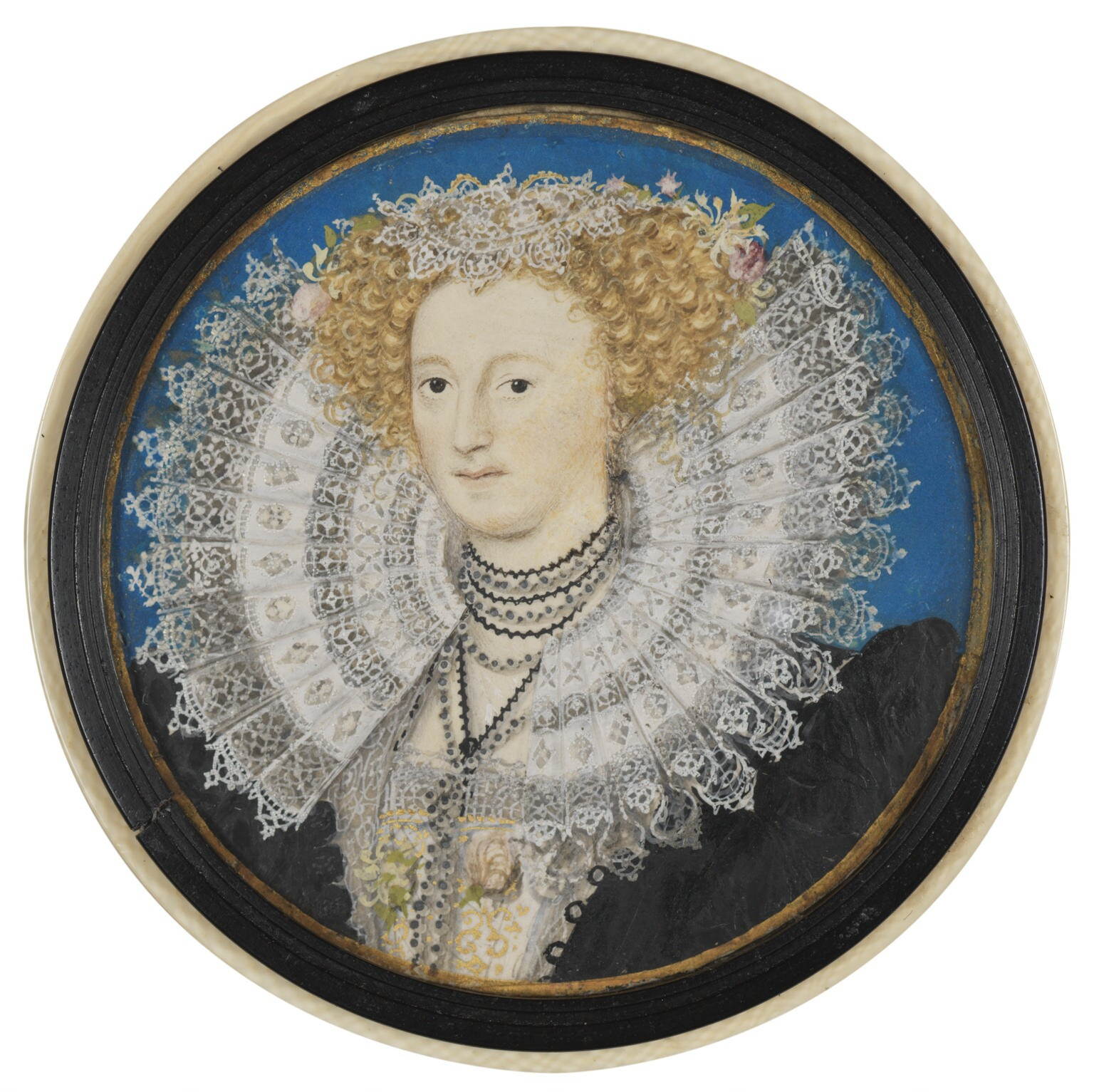
Mary Sidney, ca. 1590

- 25. September: Mary Sidney Herbert, Countess of Pembroke englische Adelige und Schriftstellerin, Mittelpunkt eines Künstlerzirkels (* 1561)
- 16. Oktober: Jan Pieterszoon Sweelinck, niederländischer Organist, Komponist und Pädagoge (* 1561)
- 17. Oktober: Daniel Chamier, französischer reformierter Theologe (* 1565)
- 13. Dezember: Katharina Stenbock, Königin von Schweden (* 1535)
- 14. Dezember: Jacob Fransz de Witt, Dordrechter Patrizier und Regent (* 1548)
- 15. Dezember: Charles d’Albert, Herzog von Luynes, französischer Staatsmann und Connétable von Frankreich, Berater König Ludwigs XIII. (* 1578)
- 17. Dezember: Cornelius Martini, deutsch-flämischer lutherischer Theologe (* 1568)

### Genaues Todesdatum unbekannt
- Jean Le Clerc, französischer Geograf, Kupferstecher, Drucker und Verleger
- Hayashizaki Shigenobu, japanischer Samurai (* 1542)